# David Di Michele
David Di Michele, född 6 januari 1976 i Guidonia Montecelio i Italien, är en italiensk fotbollsspelare som för närvarande spelar som anfallare för Reggina.

## Karriär
Han påbörjade sin karriär i Lodigiani (numera Cisco Roma) i italienska Serie C1 och spelade för dem mellan 1993 och 1996. Han köptes sedan av US Foggia i Serie B. Di Michele spelade bara två säsonger för Foggia innan han flyttade till Salernitana, med vilka han gjorde sin Serie A-debut. Säsongen därefter flyttades de dock ner till Serie B igen.
Efter sammanlagt tre säsonger med Salernitana köptes Di Michele av Udinese till säsongen 2001/2002. Efter bara en säsong hos Udinese flyttade han vidare till Reggina, men flyttade efter en säsong hos Reggina tillbaka till Udinese igen 2004/2005.
Säsongen 2005/2006 spelade Di Michele halva säsongen hos Udinese och deltog i Champions League. I andra halvan av säsongen såldes dock kontraktet till Palermo. Han gjorde debut för Palermo i en hemmamatch i Serie A mot Parma som man vann med 4–2. Han gjorde själv två av målen. Sammanlagt gjorde han sju mål för Palermo under säsongen 2005/2006, på 19 matcher.
5 juli 2007 meddelade Palermo att Di Michele hade sålts till Torino och
hösten 2008 kom David Di Michele till Gianfranco Zolas West Ham United på lån.

### Spelskandal
31 juli 2007, inte långt efter att han värvades av Torino, dömdes Di Michele för att ha spelat på matcher arrangerade av italienska fotbollsförbundet, något som har varit olagligt för fotbollsspelare inom förbundet sedan november 2005 i och med Serie A-skandalen 2006. Maxstraffet låg på tre års bannlysning från Serie A-fotboll, men Di Michele kom undan med bara tre månader. Utöver de tre månaderna dömdes han att betala 7 000 euro. Även tre andra mindre kända spelare dömdes för samma regelbrott, samtidigt som Udinese bestraffades med 15 000 euro och Vicenza och AC Mantova med 7 000 euro var.

## Kuriosa
- Under en Coppa Italia-match 2004/2005 mot US Lecce fick Di Michele ersätta Samir Handanovič som målvakt, då Handanovic hade fått rött kort. Di Michele räddade en straff i de sista minuterna av matchen som gav Udinese vinsten med 5–4. Han hade även gjort två mål tidigare i matchen.[5]

## Fotnoter
1. ↑  ”Profil”. Torino FC. http://www.torinofc.it/index.php?option=com_joomleague&func=showPlayer&p=8&pid=600&Itemid=56. Läst 20 januari 2008.
2. ↑  ”Di Michele ceduto al Torino”. Il Palermo Calcio. 5 juli 2007. Arkiverad från originalet den 27 september 2007. https://web.archive.org/web/20070927222510/http://www.ilpalermocalcio.it/it/0607/news_scheda.jsp?id=7270. Läst 20 januari 2008.
3. ↑  ”Inför Udinese - Torino: Di Michele debuterar”. Svenska Fans. 30 oktober 2007. Arkiverad från originalet den 20 december 2007. https://web.archive.org/web/20071220022550/http://www.svenskafans.com/italien/torino/artikel.asp?id=200952. Läst 20 januari 2008.
4. ↑  ”Di Michele banned in betting scandal”. Eurosport. 31 juli 2007. http://www.eurosport.com/football/serie-a/2006-2007/di-michele-banned_sto1263224/story.shtml. Läst 20 januari 2008.
5. ↑  ”Coppa: Udinese win nine-goal thriller”. Soccer Italia. 20 november 2004. Arkiverad från originalet den 2 maj 2013. https://archive.is/20130502141812/http://www.socceritalia.net/applications/NewsManager/inc_newsmanager2.asp?ItemID=2027&pcid=7&cid=38&archive=yes. Läst 20 januari 2008.